# Demetrio di Laconia
Demetrio di Laconia o Demetrio Lacone (in greco antico: Δημήτριος?, Dēmétrios; Laconia, inizio II secolo a.C. – forse 75 a.C.) è stato un filosofo greco antico epicureo.

## Biografia
Come riporta Diogene Laerzio, fu discepolo di Epicuro. Contemporaneo di Zenone di Sidone, fu maestro di Filodemo.

## Opere
Nella Villa dei Papiri di Ercolano sono stati rinvenuti rotoli di papiri contenenti parti delle opere di Demetrio. 
Dai ritrovamenti si ricostruiscono numerose opere relative ad aspetti fondamentali delle discussioni epicuree, come, ad esempio, la scoliastica sulle aporie lasciate dai maggiori seguaci di Epicuro (Sui problemi di Polieno). Tra l'altro, che Demetrio avesse commentato Epicuro e i suoi successori appare dall'unico frammento indiretto pervenutoci, dal commento su Epicuro, citato da Sesto Empirico, che riporta una parte in cui Demetrio interpreta l'affermazione di Epicuro secondo cui «il tempo è un incidente degli incidenti».
Ancora, i papiri di Demetrio trattano aspetti relativi alla condanna della poesia (Sulle poesie) o sulle scienze (Sulla geometria). Di carattere miscellaneo, affini al Simposio di Epicuro, dovevano essere le Quaestiones convivales, mentre pochissimo si ricava dai papiri che riportano parti di due opere senza titolo.
Inoltre, Demetrio è probabilmente autore delle seguenti opere:
- Sulle dimensioni del Sole[8], che raccoglieva le lezioni tenute per difendere la teoria epicurea della grandezza del sole. In quest'opera Demetrio cita un suo Manuale, forse una epitome dei principali elementi etici dell'epicureismo in chiave polemica;
- Sull'incostanza[9].
- un'opera senza titolo di critica testuale degli scritti di Epicuro[10];
- un'opera senza titolo sulla teologia, citata da lui stesso in uno scritto sull'antropomorfismo degli dei, dedicato ad un ignoto Quinto e indirizzato contro gli Stoici e i peripatetici[11];
- un'opera senza titolo sulla retorica[12].